# Ủy ban Olympic quốc gia Ý
Ủy ban Olympic quốc gia Ý (tiếng Anh: Italian National Olympic Committee, tiếng Ý: Comitato Olimpico Nazionale Italiano, CONI), được thành lập vào năm 1914 và là thành viên của Ủy ban Olympic Quốc tế (IOC), chịu trách nhiệm phát triển và quản lý hoạt động thể thao ở Ý. Tại Ý, CONI công nhận 44 liên đoàn thể thao quốc gia, 19 bộ môn thể thao liên kết, 15 tổ chức thể thao quảng cáo và 19 tổ chức cải tiến thể thao. Trong tổng số 95.000 câu lạc bộ thể thao với 11.000.000 thành viên được công nhận. Ngân sách hàng năm 2016 của nó là 412.900.000 euro được tài trợ chủ yếu bởi chính phủ Ý.

## Tổ chức thành viên của CONI

### Liên đoàn thể thao quốc gia (FSN)
- Câu lạc bộ hàng không Ý (tiếng Ý: Aero Club d'Italia (AeCI))
- Câu lạc bộ ô tô Ý (tiếng Ý: Automobile Club d'Italia (ACI))
- Liên đoàn bóng đá Ý (FIGC - Federazione Italiana Giuoco Calcio)
- Liên đoàn điền kinh Ý (FIDAL - Federazione Italiana d'Atletica Leggera)
- Liên đoàn cầu lông Ý (tiếng Ý: Federazione Italiana Badminton (FIBa))
- Liên đoàn bóng chày và bóng mềm Ý (FIBS - Federazione Italiana Baseball Softball)
- Liên đoàn bocce Ý (tiếng Ý: Federazione Italiana Bocce (FIB))
- Liên đoàn khiêu vũ thể thao Ý (FIDS)
- Liên đoàn các môn vũ khí săn bắn thể thao Ý (FIDASC)
- Liên đoàn chèo thuyền kayak Ý (FICK)
- Liên đoàn chèo thuyền Ý (tiếng Ý: Federazione Italiana Canottaggio (FIC))
- Liên đoàn xe đạp Ý (tiếng Ý: Federazione Ciclistica Italiana (FCI))
- Federazione Italiana Cronometristi (FICr)
- Liên đoàn thể dục dụng cụ Ý (tiếng Ý: Federazione Ginnastica d'Italia (FGdI))
- Liên đoàn golf Ý (tiếng Ý: Federazione Italiana Golf (FIG))
- Liên đoàn bóng ném Ý (tiếng Ý: Federazione Italiana Giuoco Handball (FIGH))
- Liên đoàn bóng quần Ý (tiếng Ý: Federazione Italiana Giuoco Squash (FIGS))
- Liên đoàn khúc côn cầu Ý (tiếng Ý: Federazione Italiana Hockey (FIH))
- Liên đoàn khúc côn cầu và trượt băng Ý (tiếng Ý: Federazione Italiana Hockey E Pattinaggio (FIHP))
- Liên đoàn võ thuật Judo và Karate Ý (FIJLKAM)
- Liên đoàn y tế thể thao Ý (tiếng Ý: Federazione Medico Sportiva Italiana (FMSI))
- Liên đoàn xe máy Ý (tiếng Ý: Federazione Motociclistica Italiana (FMI))
- Liên đoàn thuyền máy Ý (FIM)
- Liên đoàn bơi lội Ý (tiếng Ý: Federazione Italiana Nuoto (FIN))
- Liên đoàn bóng rổ Ý (tiếng Ý: Federazione Italiana Pallacanestro (FIP))
- Liên đoàn bóng chuyền Ý (tiếng Ý: Federazione Italiana Pallavolo (FIPAV))
- Liên đoàn năm môn phối hợp hiện đại Ý (FIPM)
- Liên đoàn câu cá thể thao và hoạt động dưới nước Ý (FIPSAS)
- Liên đoàn cử tạ và văn hóa thể chất Ý (FIPCF)
- Liên đoàn quyền Anh Ý (tiếng Ý: Federazione Pugilistica Italiana (FPI))
- Liên đoàn bóng bầu dục Ý (FIR - Federazione Italiana Rugby)
- Liên đoàn đấu kiếm Ý (tiếng Ý: Federazione Italiana Scherma (FIS))
- Liên đoàn trượt tuyết dưới nước Ý (FISN)
- Liên đoàn thể thao băng Ý (FISG)
- Ủy ban Paralympic Ý (tiếng Ý: Comitato Italiano Paralimpico (CIP))
- Liên đoàn cưỡi ngựa Ý (tiếng Ý: Federazione Italiana Sport Equestri (FISE))
- Liên đoàn thể thao mùa đông Ý (tiếng Ý: Federazione Italiana Sport Invernali) (FISI)
- Liên đoàn taekwondo Ý (tiếng Ý: Federazione Italiana Taekwondo (FITA))
- Liên đoàn quần vợt Ý (tiếng Ý: Federazione Italiana Tennis (FIT))
- Liên đoàn bóng bàn Ý (tiếng Ý: Federazione Italiana Tennistavolo (FITET))
- Liên minh bắn súng Ý (UITS)
- Liên đoàn bắn súng Ý (FITAV)
- Liên đoàn bắn cung Ý (FITARCO)
- Liên đoàn ba môn phối hợp Ý (tiếng Ý: Federazione Italiana Triathlon (FITRI))
- Liên đoàn thuyền buồm Ý (tiếng Ý: Federazione Italiana Vela (FIV))

### Kỷ luật thể thao liên kết (DSA)
- Liên đoàn leo núi thể thao Ý (tiếng Ý: Federazione Arrampicata Sportiva Italiana (FASI))
- Liên đoàn bida Ý (tiếng Ý: Federazione Italiana Biliardo Sportivo (FIBiS))
- Liên đoàn bowling Ý (tiếng Ý: Federazione Italiana Sport Bowling (FISB))
- Liên đoàn đánh bài Ý (tiếng Ý: Federazione Italiana Gioco Bridge (FIGB))
- Liên đoàn Cricket Ý (tiếng Ý: Federazione Cricket Italiana (FCrI))
- Liên đoàn cờ đam Ý (tiếng Ý: Federazione Italiana Dama (FID))
- Liên đoàn thể thao và trò chơi truyền thống Ý (FIGEST)
- Liên đoàn định hướng thể thao Ý (FISO)
- Liên đoàn bóng Tambourine Ý (FIPT)
- Liên đoàn Pallapugno Ý (FIPAP)
- Liên đoàn cờ vua Ý (tiếng Ý: Federazione Scacchistica Italiana (FSI))
- Federazione Italiana Canottaggio Sedile Fisso (FICSF)
- Liên đoàn Wushu-Kung Fu Ý (FIWuK)
- Italian Kickboxing Muay Thai Savate Shoot Boxe Federation (tiếng Ý: Federazione Italiana Kickboxing Muay Thai Savate Shoot Boxe (FIKBMS))
- Liên đoàn twirling Ý (tiếng Ý: Federazione Italiana Twirling (FITw))
- Federazione Italiana Turismo Equestre Trec - Ante (FITETREC-ANTE)

### Tổ chức quảng cáo
- Hiệp hội văn hóa, thể thao và giải trí (tiếng Ý: Associazione di cultura, sport e tempo libero (A.C.S.I.))
- Liên minh thể thao Ý (A.S.I.)
- Trung tâm thể thao quốc gia Libertas (C.N.S. Libertas)
- Trung tâm thể thao giáo dục quốc gia (C.S.E.N.)
- Trung tâm thể thao đại học Ý (C.U.S.I.)
- Phong trào thể thao Azzurro Ý (MSP Italia)
- Liên đoàn thể thao ACLI (U.S.ACLI)
- Hiệp hội thể thao văn hóa Ý (A.I.C.S.)
- Trung tâm thể thao doanh nghiệp công nghiệp (C.S.A.IN.)
- Trung tâm thể thao Ý (C.S.I.)
- Cơ quan hành động xã hội dân chủ quốc gia (E.N.D.A.S.)
- Câu lạc bộ thể thao thanh niên Salesiane (P.G.S.)
- Liên minh thể thao Ý cho tất cả mọi người (U.I.S.P.)

### Tổ chức cải tiến
- Hiệp hội huy chương vàng cho vận động viên thể thao Valor (A.M.O.V.A.)
- Hiệp hội vận động viên Olympic và Ý quốc gia (A.N.A.O.A.I.)
- Hiệp hội khuyến mãi thể thao quốc gia trong cộng đồng (A.N.P.S.C.)
- Học viện Olympic quốc gia Ý (tiếng Ý: Accademia Olimpica Nazionale Italiana (A.O.N.I.))
- Hiệp hội người hưu trí CONI (tiếng Ý: Associazione Pensionati CONI (A.Pe.C.))
- Đại học giáo dục thể dục thể thao Quốc gia (CONAPEFS)
- Ủy ban thể thao Ý chống ma túy (tiếng Ý: Comitato Italiano Sport Contro Droga (C.I.S.D.))
- Ủy ban Fair Play Ý (tiếng Ý: Comitato Nazionale Italiano per il Fair Play (C.N.I.F.P.))
- Liên đoàn điều hành thể thao Ý (F.I.DI.S.)
- Liên đoàn các nhà giáo dục thể chất và thể thao Ý (F.I.E.F.S.)
- Liên minh cựu chiến binh thể thao quốc gia (U.N.V.S.)
- Liên đoàn báo chí thể thao Ý (tiếng Ý: Unione Stampa Sportiva Italiana (U.S.S.I.))
- Liên minh các nhà sưu tập Olympic và thể thao Ý (U.I.C.O.S.)
- Hiệp hội các ngôi sao thể thao quốc gia (A.N.S.M.E.S.)
- Liên đoàn các hoạt động giáo dục thể thao Ý (F.I.S.I.A.E.)
- Hiệp hội tư vấn và hỗ trợ về cơ sở thể thao (S.C.A.I.S.)
- Thế vận hội đặc biệt Ý (S.O.I.)
- Hiệp hội thể thao thế kỷ quốc gia Ý (U.N.A.S.C.I.)
- Trung tâm Nghiên cứu Giáo dục Thể chất và Hoạt động Thể thao (CE.S.E.F.A.S.)

## Danh sách các chủ tịch
- Carlo Compans de Brichanteau (1914–1920)
- Carlo Montù (1920–1921)
- Francesco Mauro (1921–1923)
- Aldo Finzi (1923–1925)
- Lando Ferretti (1925–1928)
- Augusto Turati (1928–1930)
- Iti Bacci (1930–1931)
- Leandro Arpinati (1931–1933)
- Achille Starace (1933–1939)
- Rino Parenti (1939–1940)
- Raffaele Manganiello (1940–1943)
- Alberto Bonacossa (1943)
- Giulio Onesti (1944–1978)
- Franco Carraro (1978–1987)
- Arrigo Gattai (1987–1993)
- Mario Pescante (1993–1998)
- Bruno Grandi (1998–1999)
- Gianni Petrucci (1999–2013)
- Giovanni Malagò (2013–đến nay)